# Dorfkirche Cöthen

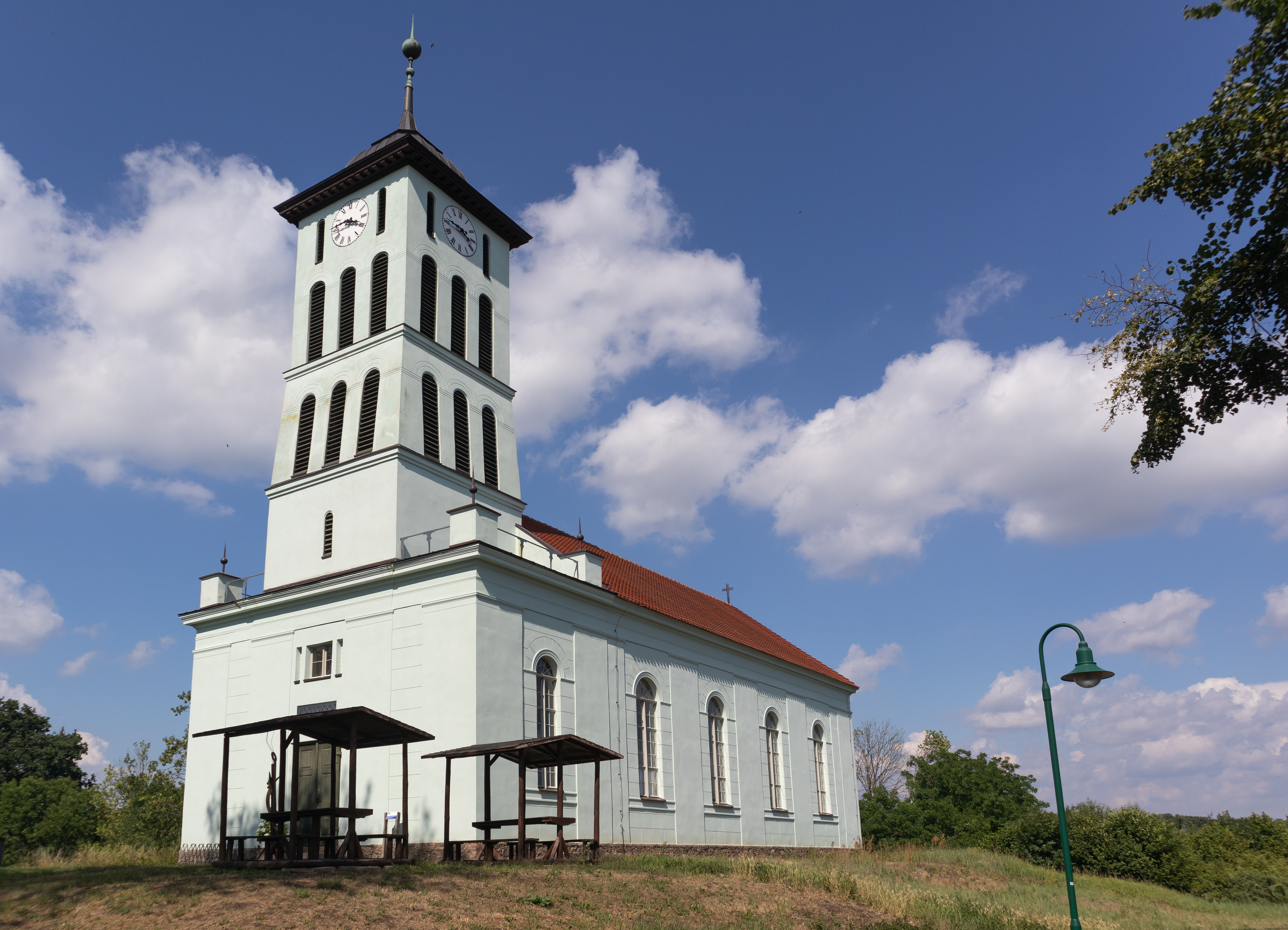
Dorfkirche Cöthen

Die evangelische, denkmalgeschützte Dorfkirche Cöthen steht in Cöthen, einem Gemeindeteil von Falkenberg/Mark, einem Ortsteil der Gemeinde Falkenberg im Landkreis Märkisch-Oderland von Brandenburg. Die Kirche gehört zur Kirchengemeinde Falkenberg/Mark im Pfarrsprengel Falkenberg/Mark im Kirchenkreis Barnim der Evangelischen Kirche Berlin-Brandenburg-schlesische Oberlausitz.

## Beschreibung
Die 1830 von Carl Friedrich von Jena gestiftete Saalkirche mit einem Langhaus aus fünf Fensterachsen wurde im Rundbogenstil errichtet. Ihr Putz ist klassizistisch gegliedert. Vier Fensterachsen sind mit einem Satteldach bedeckt. Über der westlichen Achse erhebt sich ein Dachturm, der mit einer Glockenhaube bedeckt ist. Der Innenraum ist mit einem Muldengewölbe überspannt, die Deckenmalerei wurde in Grisaille ausgeführt. Zur Kirchenausstattung gehört ein um 1830 gebauter Kanzelaltar. Die Orgel auf der Empore hat acht Register, ein Manual und ein Pedal. Sie wurde 1900 von Albert Kienscherf in den Prospekt der 1740/43 von E. G. Menger errichteten Orgel eingebaut. An der Brüstung der Empore prangt das Wappen der von Jena.